# شرکت خودروهای الکتریکی لندن
شرکت خودروهای الکتریکی لندن (انگلیسی: London Electric Vehicle Company) شرکت خودروسازی بریتانیایی است، که در سال ۲۰۱۳ تأسیس شد و هم‌اکنون زیرمجموعه‌ای از شرکت جیلی می‌باشد.